# Anoressia
L'anoressia (dal greco ἀνορεξία anorexía, comp. di an- priv. e órexis 'appetito') è un termine che indica in modo generico la mancanza di appetito, o finanche il disgusto per il cibo.
Le possibili cause della diminuzione dell'appetito sono molteplici; alcune sono innocue e passeggere, altre sono gravi condizioni cliniche legate a rischi significativi.
Il termine è spesso usato come sinonimo di anoressia nervosa, termine che indica invece uno specifico disturbo del comportamento alimentare.

## Cause dell’anoressia

### Principali cause cliniche
- Sindrome acuta da radiazioni
- Epatite virale acuta
- Malattia di Addison
- Polmonite atipica
- Tumori
- Anoressia nervosa
- Appendicite
- Cancro
- Insufficienza renale cronica
- Insufficienza cardiaca
- Malattia di Crohn
- Demenza
- Depressione
- Tubercolosi
- Talassemia

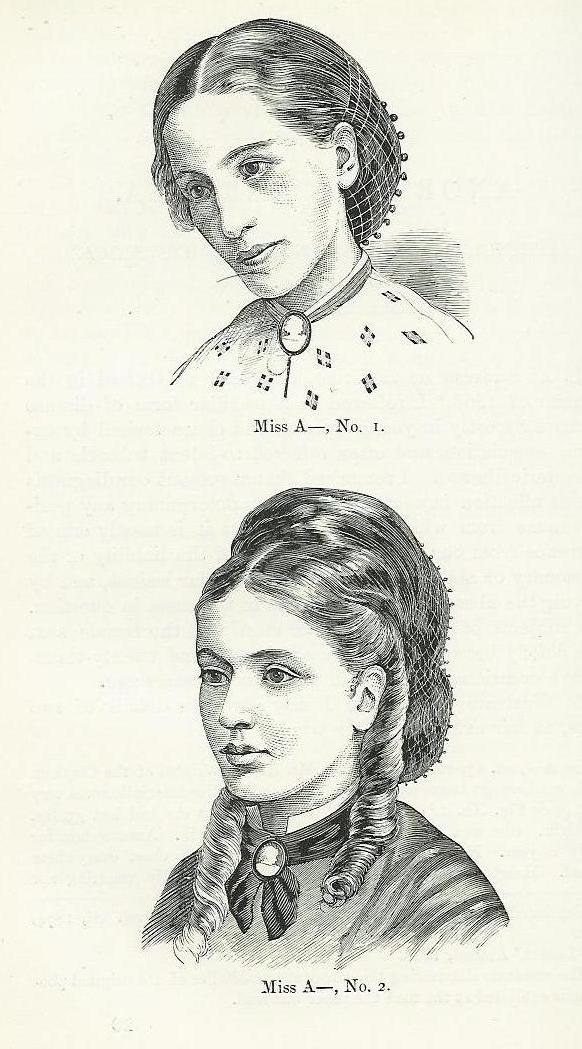
"Miss A—” ritratta nel 1866 e nel 1870 dopo la cura. È stata uno dei primi casi studiati di anoressia nervosa. Da una pubblicazione medica di William Gull.

- Malattie infettive con manifestazioni febbrili
- Colite ulcerosa
- Mancanza di zinco
- Sindrome dell'arteria mesenterica superiore
- Gastroenterite

### Da sostanze
- Anfetamine

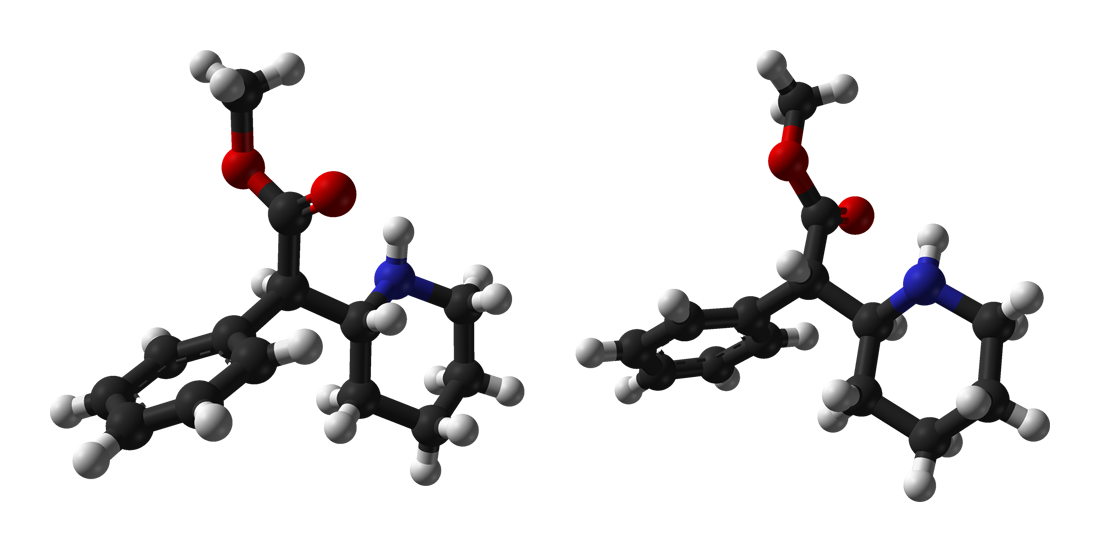
Molecola Metilfenidato (Ritalin), l'assunzione può portare a perdita di appetito.

- Alcuni antidepressivi (come effetto collaterale)
- Sospensione improvvisa di sostanze che aumentano l'appetito
- Stimolanti, come caffeina, nicotina, cocaina
- Topiramato (come effetto collaterale)
- Exenatide
- Metilfenidato
- Metanfetamina

### Altre cause
- Eventi emotivamente stressanti che possono portare ad un temporaneo disinteresse per il cibo
- I primi segni della carenza di zinco nei bambini poco nutriti sono la crescita sub-ottimale, l'anoressia e l'alterazione del gusto
- Mobbing
- Spasmodica attenzione sull'aspetto fisico
- Emetofobia
- Body Dysmorphia:  preoccupazione per difetti percepiti nell'aspetto fisico che non è evidente o sembra lieve ad altre persone Da manuale MSD